# Oreste Puliti
Oreste Puliti (Livorno, 18 de febrero de 1891-Lucca, 5 de febrero de 1958) fue un deportista italiano que compitió en esgrima, especialista en las modalidades de florete y sable.
Participó en tres Juegos Olímpicos de Verano entre los años 1920 y 1928, obteniendo en total cinco medallas: dos oros en Amberes 1920, oro en París 1924 y oro y plata en Ámsterdam 1928. Ganó tres medallas de oro en el Campeonato Mundial de Esgrima, en los años 1927 y 1929.

## Palmarés internacional
| Juegos Olímpicos   | Juegos Olímpicos         | Juegos Olímpicos | Juegos Olímpicos    |
| Año                | Lugar                    | Medalla          | Prueba              |
| ------------------ | ------------------------ | ---------------- | ------------------- |
| 1920               | Amberes (Bélgica)        | Medalla de oro   | Florete por equipos |
| 1920               | Amberes (Bélgica)        | Medalla de oro   | Sable por equipos   |
| 1924               | París (Francia)          | Medalla de oro   | Sable por equipos   |
| 1928               | Ámsterdam (Países Bajos) | Medalla de oro   | Florete por equipos |
| 1928               | Ámsterdam (Países Bajos) | Medalla de plata | Sable por equipos   |
| Campeonato Mundial |                          |                  |                     |
| Año                | Lugar                    | Medalla          | Prueba              |
| 1927               | Vichy (Francia)          | Medalla de oro   | Florete individual  |
| 1929               | Nápoles (Italia)         | Medalla de oro   | Florete individual  |
| 1929               | Nápoles (Italia)         | Medalla de oro   | Florete por equipos |